# Magyar Petróleumipar Rt. Kén utcai finomítója

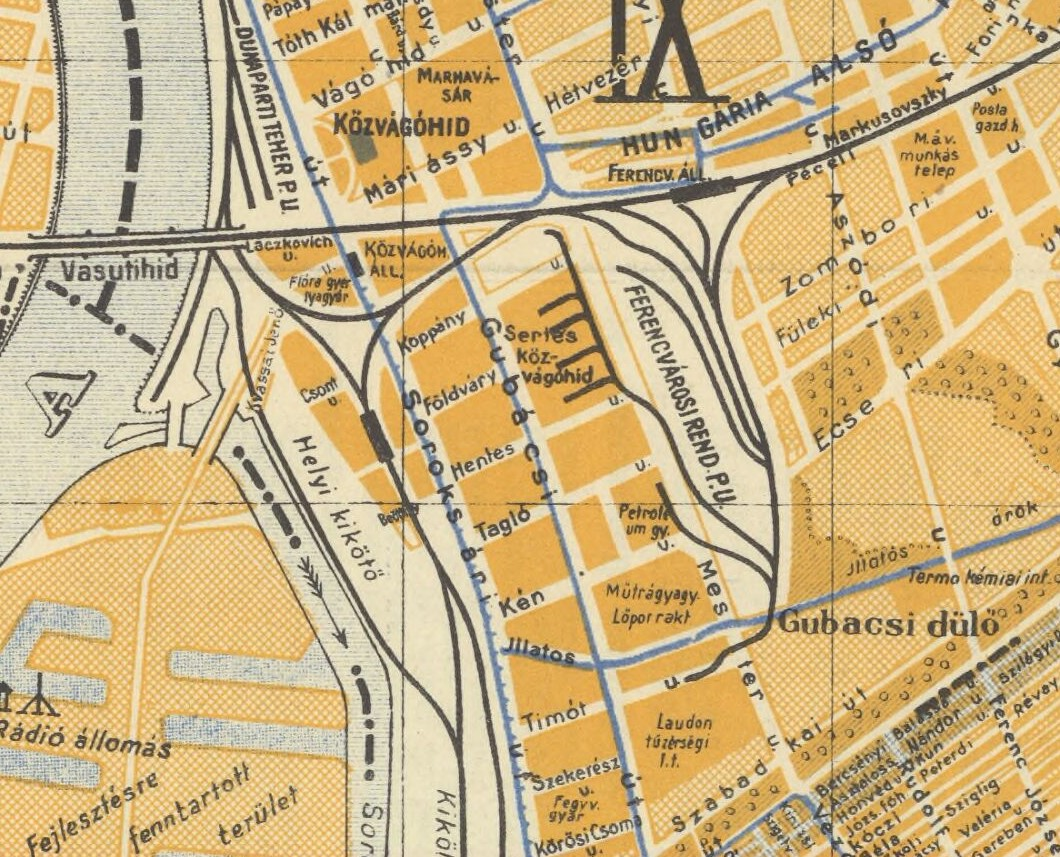
A gyár és környezete egy 1935-ös, olasz nyelvű Budapest-térkép részletén

A Magyar Petróleumipar Rt. Kén utcai finomítója, vagy Első Magyar Petróleumfinomító Gyár egy mára már megszűnt budapesti vegyipari üzem.

## Története
A gyárat 1884-ben alapították a mai Kén utca – Külső Mester utca találkozásnál. (A Kén utca túlsó oldalára épült fel nem sokkal később a Hungária Műtrágya-, Kénsav- és Vegyi Ipari Rt.) Az üzem elsősorban kőolajat finomított nagy mennyiségben, termékei között megtalálható volt a ligroin, a benzin, a gazolin, a gázolaj, a gépkenőolaj, a hengerolaj és a vulkanolaj. 1895 körül 150 munkásnak adott kenyeret. A telep gépeit ebben az időben egy 75 lóerős gőzgép hajtotta.
A korábban a Freund-család birtokában lévő üzemet 1948-ban számolták fel. Iratanyaga a Shell és a Vacuum üzemeket irataival együtt 1954/1955-ben és 1964-ben került levéltári őrizetbe. Rendezése 1968-ban, ellenőrző rendezése 1998-ban történt meg. A kőolaj-feldolgozó ipar történetében úttörő szerepet játszott vállalat iratanyaga rendkívül hiányosan maradt fönn. A telephelyet később a Vegyipari Készletező Vállalat használta.
A telephez iparvágány kapcsolatot építettek ki. Az összekötő vágány a mai Külső Mester utca nyomvonalát keresztezve jött be a ferencvárosi rendező pályaudvar felől. Érdekesség, hogy bár vasúti forgalom napjainkban nincs már rajta, az iparvágány létezik.

## Képtár

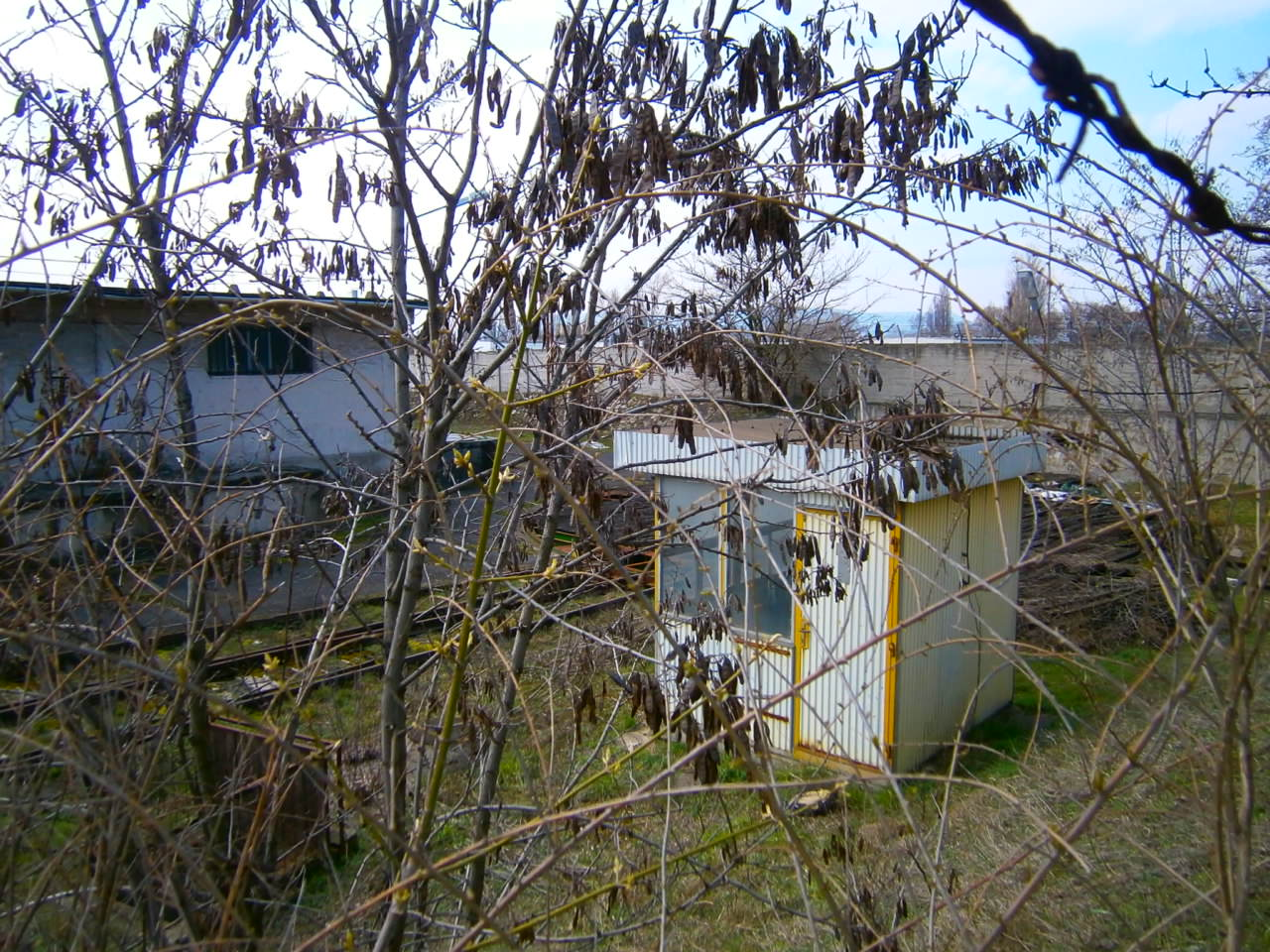
A gyártelep 2013-ban
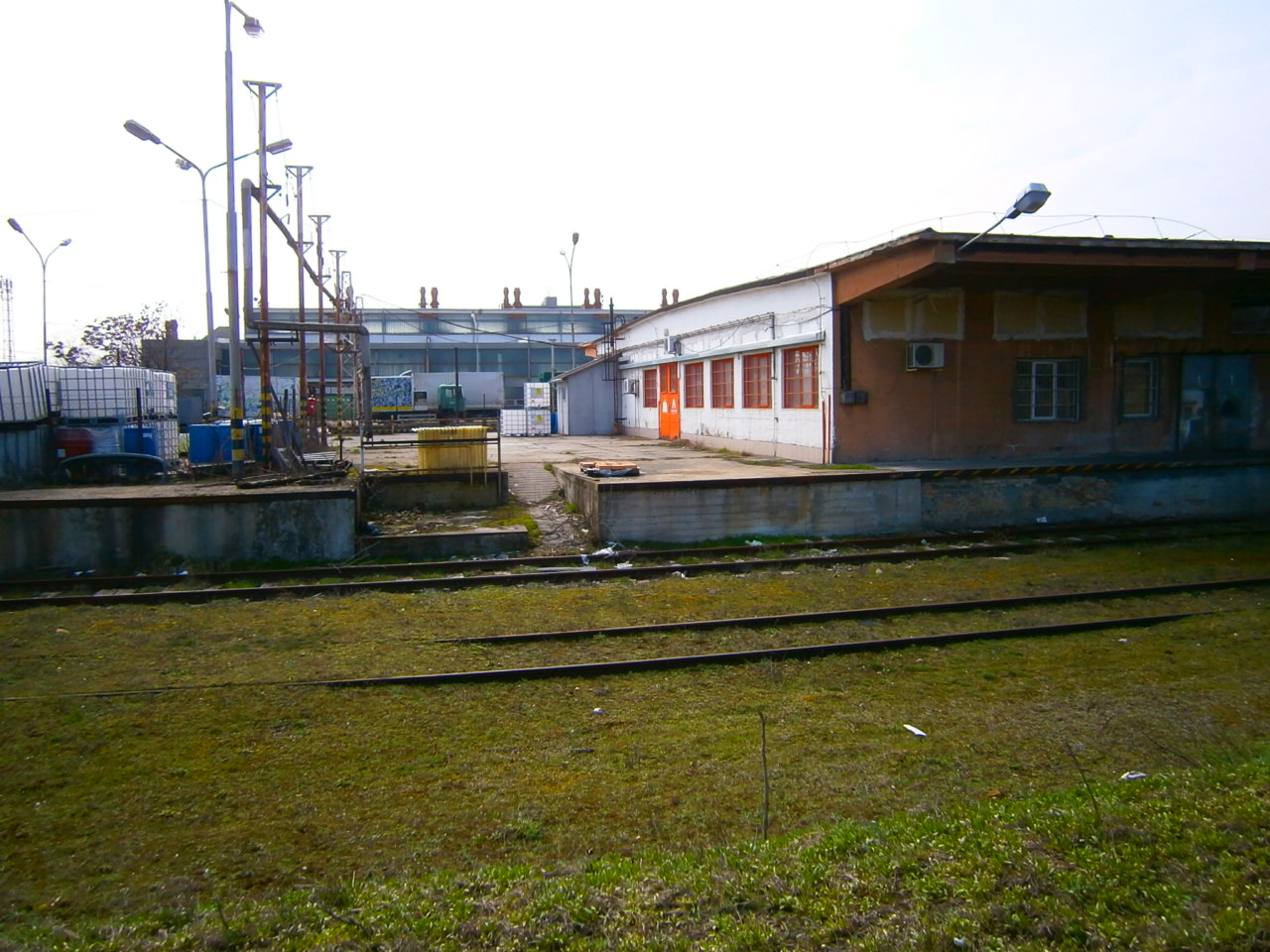
A gyártelep 2013-ban
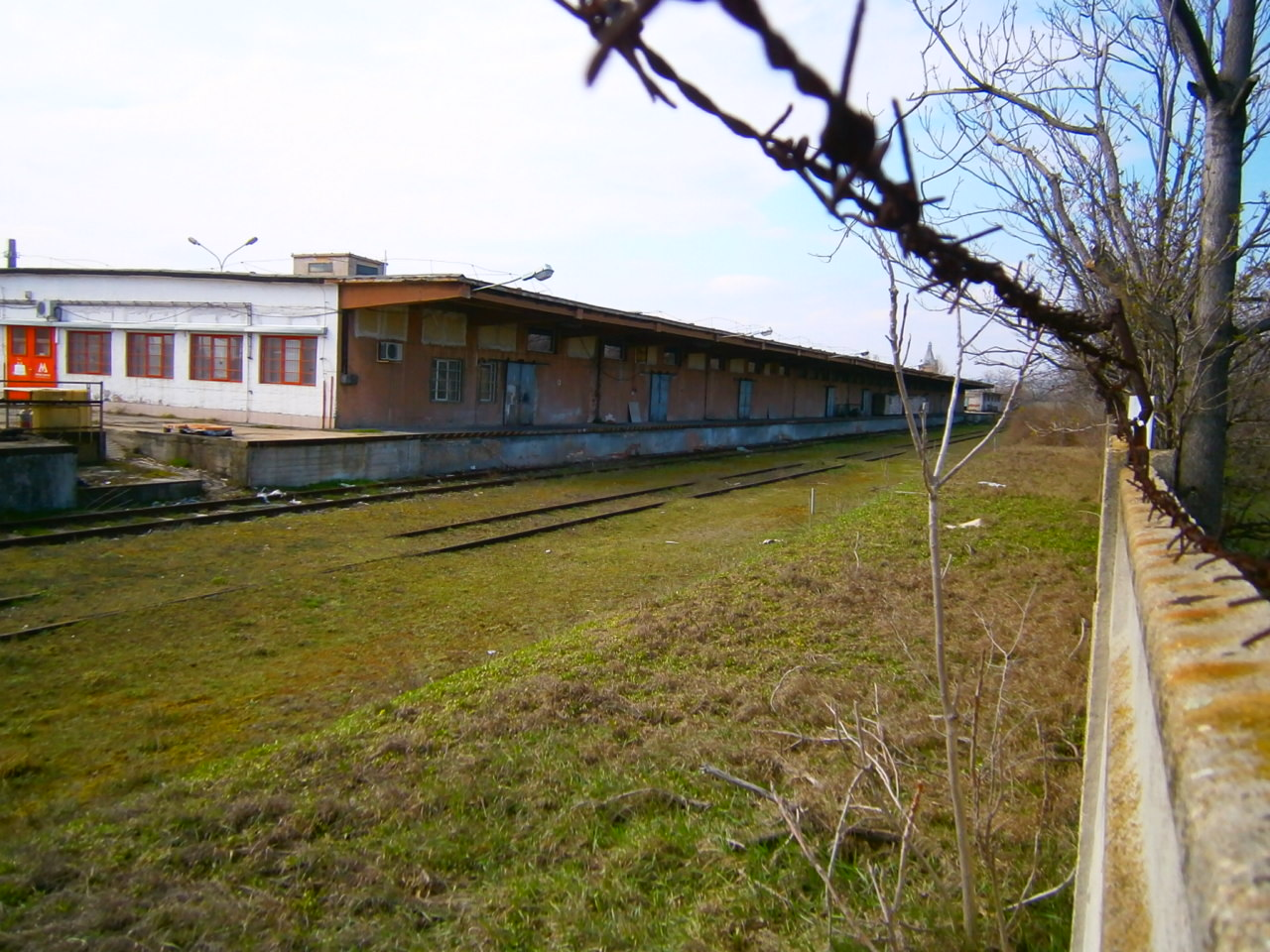
A gyártelep 2013-ban
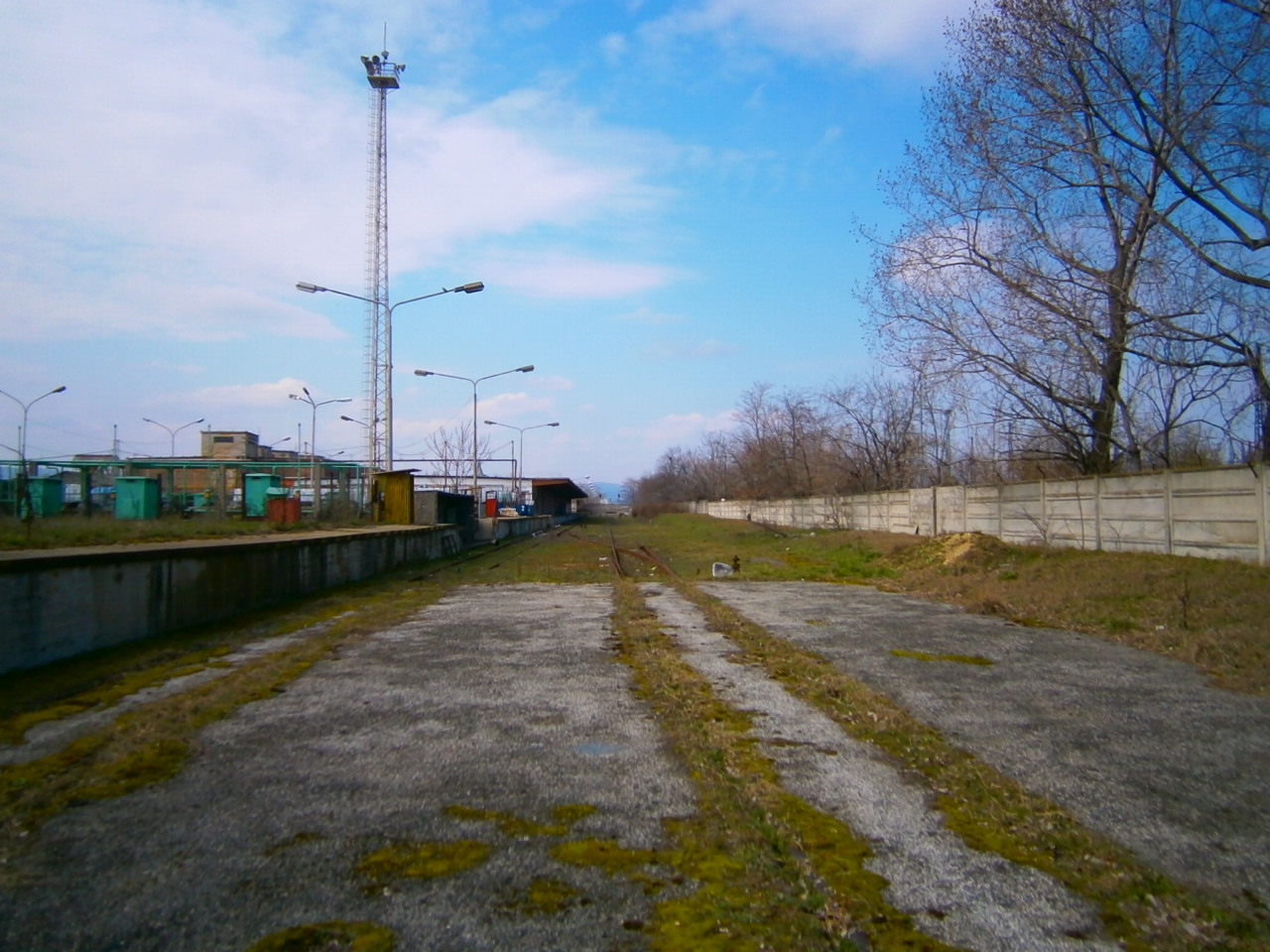
A gyártelep 2013-ban
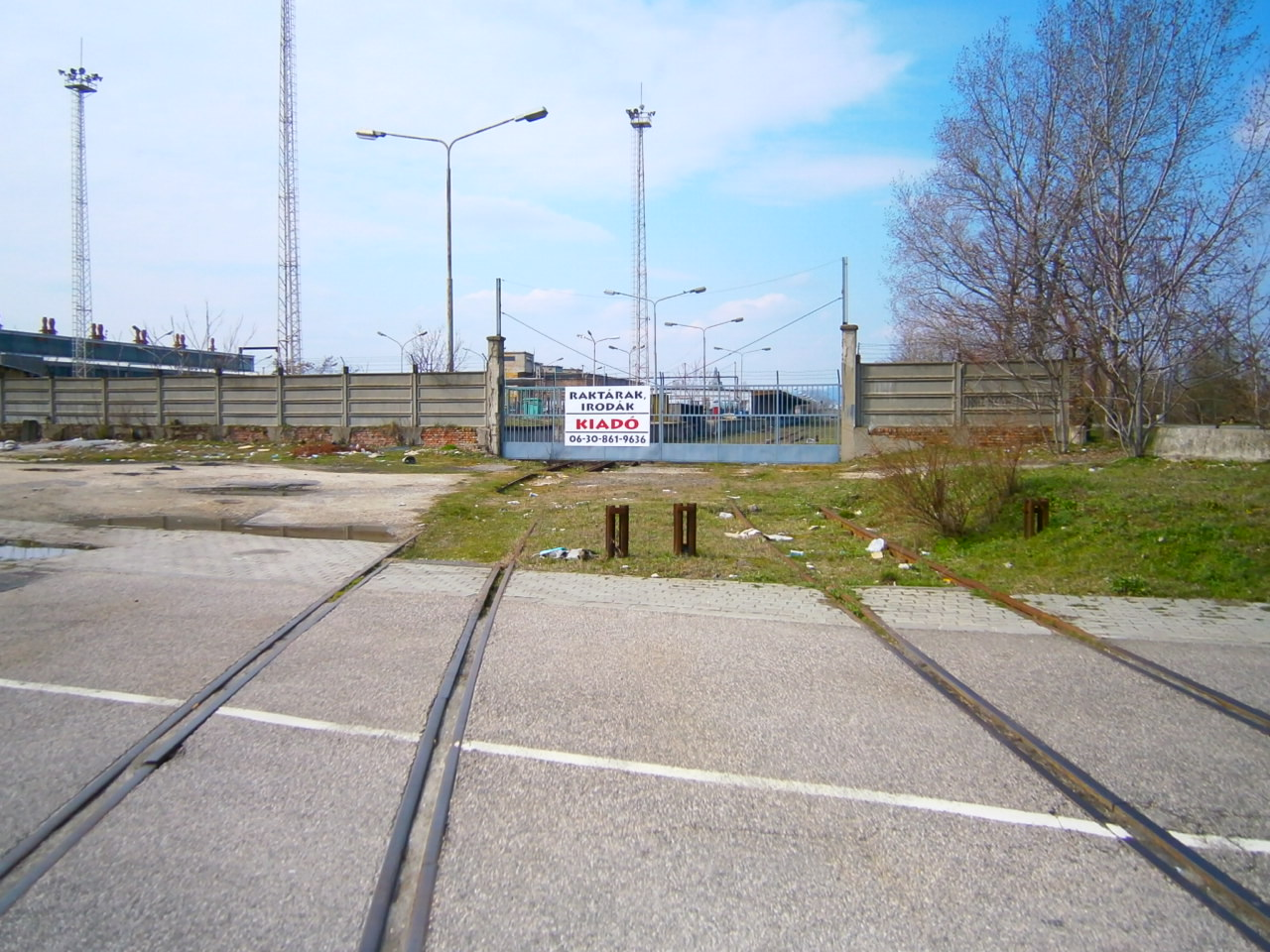
Az iparvágány 2013-ban
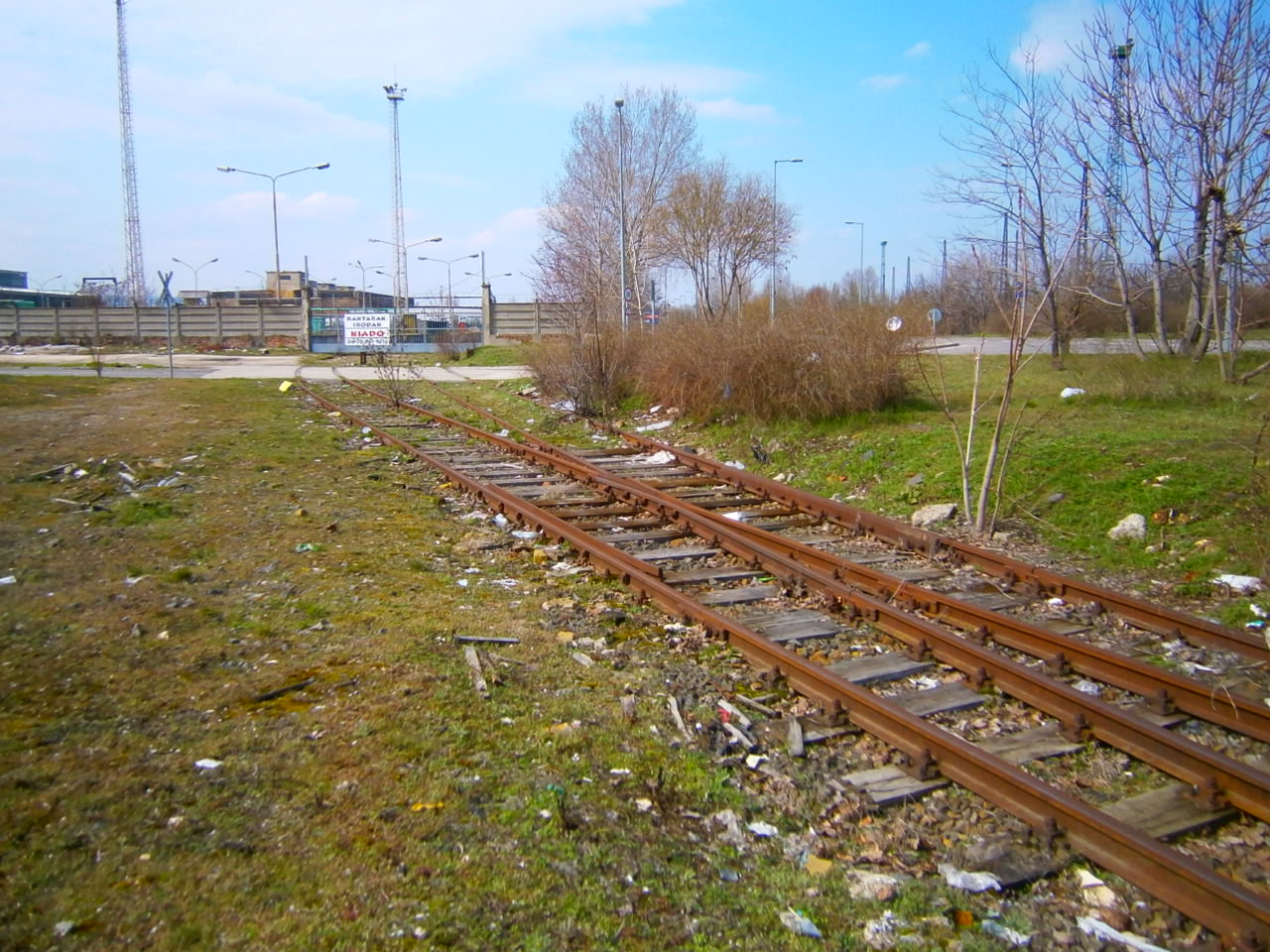
Az iparvágány 2013-ban
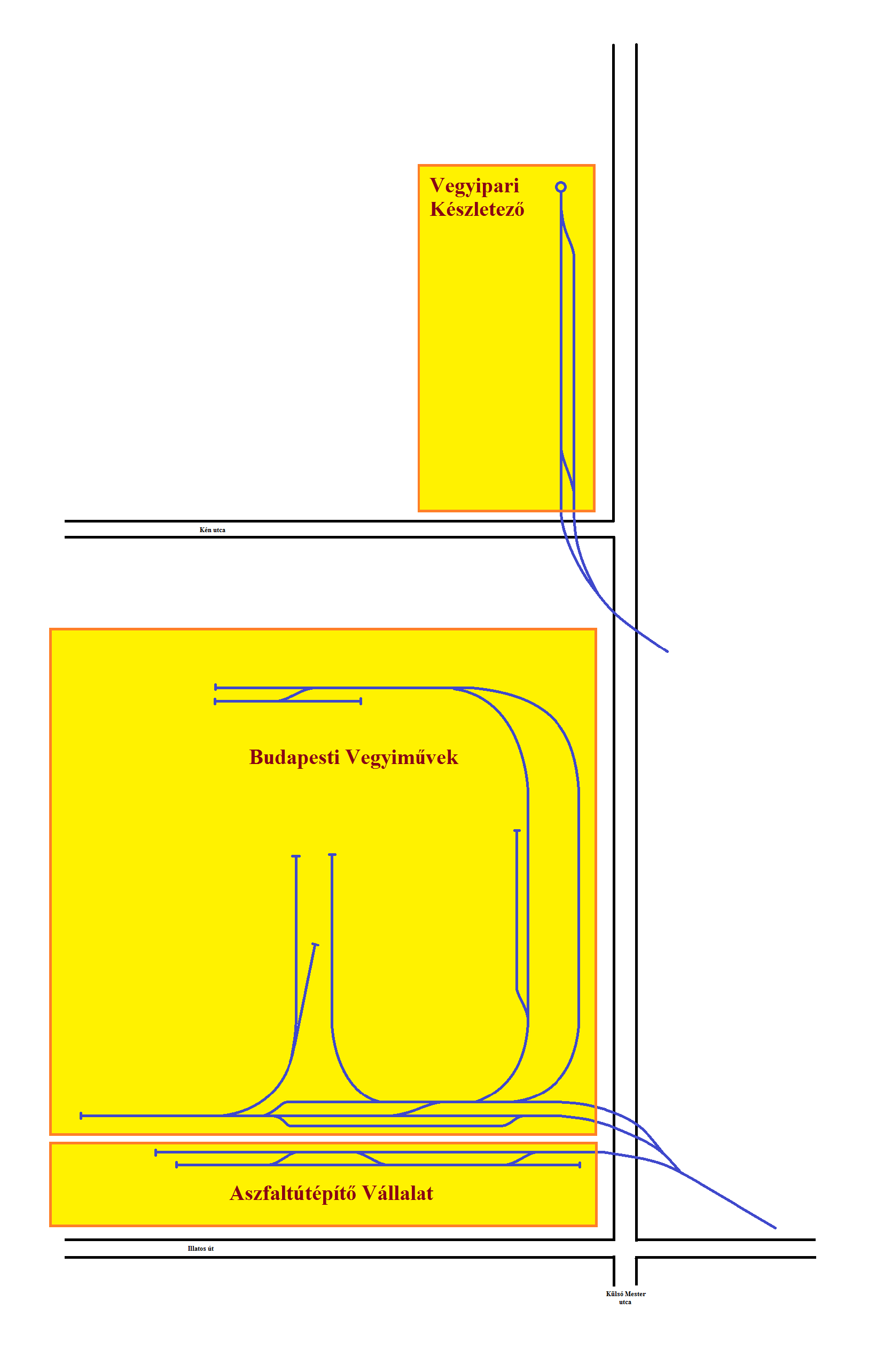
Az iparvágányhálózat vázlatos rajza